# Język tacki
Język tacki (zuhun tati) – język irański używany przez Tatów i Żydów Górskich w północnowschodnim Azerbejdżanie i Dagestanie. Jest to język zagrożony wyginięciem i nie jest w nim prowadzona edukacja w Rosji. W Azerbejdżanie i Iranie tacki jest nauczany w niektórych szkołach podstawowych. Tackim mówią głównie dorośli i trochę dzieci, jednak następuje zwrot w kierunku azerbejdżańskiego.

## Użytkownicy[2]
| Kraj                     | Liczba        |
| ------------------------ | ------------- |
| Azerbejdżan (płn.-wsch.) | 22 000 (2011) |
| Rosja (Dagestan)         | 2 000 (2010)  |
| Iran (Gilan, Kazwin)     | 8 000         |